# 年轻公爵N·B·尤苏波夫的肖像
《年轻公爵N·B·尤苏波夫的肖像》（英語：Portrait of Young Duke N.B. Yusupov）是画家温琴佐·佩特罗切利（義大利語：Vincenzo Petroccelli)所绘的肖像画。
年轻的尤苏波夫公爵画像（1851年）是由俄国沙皇尼古拉一世亲自下令购买的，现藏于俄罗斯 圣彼得堡的艾尔米塔什博物馆。

## 描述
本作品描绘了年轻的尼古拉·鲍里索维奇·尤苏波夫公爵，他是十九世纪沙皇俄国最有权势和影响力的贵族家族之一——尤苏波夫家族的成员。该画像创作于1851年，由意大利那不勒斯画家温琴佐·彼得罗切利（Vincenzo Petrocelli）根据俄罗斯宫廷的直接委托完成，并由俄罗斯皇帝、波兰国王尼古拉一世亲自下令购入。此作由此纳入帝国收藏，目前收藏于圣彼得堡的艾尔米塔什博物馆，归于19世纪欧洲绘画展区。
在风格上，这幅作品体现了十九世纪后期那不勒斯学院派肖像画的典范，融合了波旁王朝晚期古典主义的历史纪念风格。彼得罗切利采用了正面构图、典雅克制的构图方式，细致描绘了服饰细节与贵族气质，突出了人物的公开身份与家族地位。画面的色调沉稳深邃，柔和的光影处理赋予画作一种庄重而沉静的氛围，符合皇室正式肖像画的传统。
作品中的心理刻画精准而克制，在体现礼仪化的同时保留了人性的温度，尤以公爵深思的神情为代表。彼得罗切利在明暗对比与面部描绘技术上展现出高超技巧，并成功融合了学院派的严谨与叙述性张力。
该作品也是十九世纪那不勒斯绘画学派在国际传播中的重要例证，展现了意大利艺术在欧洲王室与博物馆体系中的影响力。被认为是彼得罗切利官方肖像创作的巅峰之作之一，同时也是两西西里王国艺术传统在欧洲艺术史中的重要见证。

## 展览
- 那不勒斯，1851年
- 苏联民族学博物馆，1946年
- 埃尔米塔日博物馆（圣彼得堡，俄罗斯），1946年